# Ludovico Giuliani
Ludovico Giuliani (San Severino Marche, 4 maggio 1998) è un pallavolista italiano, libero del Pineto.

## Biografia
È figlio dell'allenatore di pallavolo Alberto Giuliani.

## Carriera

### Club
La carriera di Ludovico Giuliani inizia nel San Severino, come schiacciatore, disputando i campionati dalla Prima Divisione alla Serie D. Nella stagione 2017-18 esordisce in Superlega, mutando il proprio ruolo in quello di libero, con il Piacenza, mentre nella stagione successiva, pur restando nella stessa divisione, veste la maglia del BluVolley Verona.
Nell'annata 2019-20 si accasa al Corigliano Volley, per poi ritornare in Superlega per il campionato 2020-21, ingaggiato dalla Porto Robur Costa. Nella stagione seguente è di scena in Serie A3, firmando per il Pineto: con il club abruzzese, nella stagione 2022-23, conquista la Coppa Italia di categoria.

## Palmarès

### Club
- Coppa Italia di Serie A3: 1

2022-23